# برج سانتياغو الكبير
برج سانتياغو الكبير (غران توري سانتياغو) (بالإنجليزية: Gran Torre Santiago)، والمعروف سابقًا باسم توري جران كوستانيرا، هو ناطحة سحاب من 62 طابقًا في سانتياغو، تشيلي. هو ثاني أطول ناطحة سحاب في أمريكا اللاتينية. وهو رابع أطول مبنى في نصف الكرة الجنوبي (خلف برج السماء النيوزيلندي، وبرج كيو ون الأسترالي و برج أستراليا 108). تم تصميمه من قبل المهندس المعماري الأرجنتيني سيزار بيلي، والمهندسين المعماريين التشيليين أسوسيادوس وباريدا، بالتعاقد مع الشركة الكندية واط انترناشيونال.

## تفاصيل
يعد برج سانتياغو الكبير جزءًا من مجمع مركز كوستانيرا، والذي يضم أكبر مركز تسوق في أمريكا اللاتينية، وفندقين وبرجين مكتبيين إضافيين. يبلغ طول برج سانتياغو الكبير 300 متر (980 قدم) و يتكون من 64 طابقا بالإضافة إلى 6 طوابق سفلية، مع أرضية بمساحة 107.125 م2.
تصل المساحة الداخلية للبرج إلى ما يقرب من 700000 متر مربع المبنية على 47000 متر مربع من الأرض. قدر المخططون أنه سيكون هناك حوالي 240.000 شخص يذهبون إلى الموقع ويخرجون منه كل يوم. تم تصميم البرج من قبل المهندس المعماري الأرجنتيني سزار بيلي، والمهندسين المعماريين التشيليين أسوسيادوس وباريدا، بالتعاقد مع الشركة الكندية واط انترناشيونال.

## بناء البرج
بدأ تشييد المبنى في يونيو 2006 وكان من المتوقع أن يكتمل في عام 2010، ولكن تم تعليق البناء في يناير 2009 بسبب الأزمة المالية العالمية في 2008-2009. تم استئناف البناء في المشروع في 17 ديسمبر 2009.
في أوائل نوفمبر 2010، مع وصول البرج إلى ارتفاع 205 أمتار، تفوق على برج تيتانيوم لا بورتادا المجاور ليصبح أطول مبنى في تشيلي. في فبراير 2011، ذكرت صحيفة لا سيجوندا اليومية أن البرج الذي تجاوز ارتفاعه 226 مترًا تجاوز برجي كاراكاس التوأم ليصبح أطول مبنى في أمريكا الجنوبية في ذلك الوقت.
انتهت الأعمال الإنشائية على البرج في يوليو 2011 وتم تحقيق أقصى ارتفاع 300 متر في 14 فبراير 2012، ليصبح أطول مبنى في أمريكا اللاتينية. و في عام 2013، تم الانتهاء من بناء البرج.

## منصة المراقبة

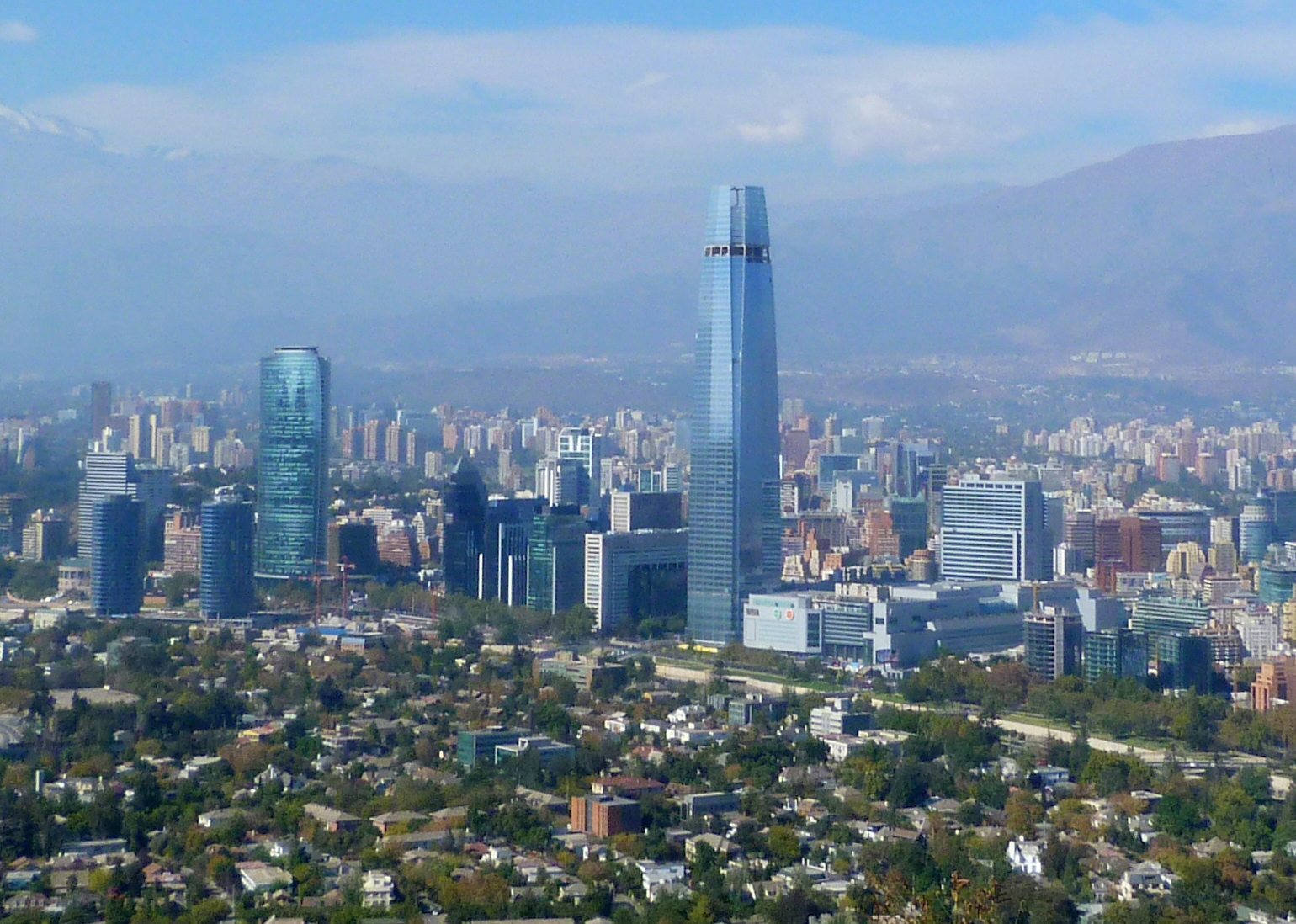
ناطحة سحاب سانتياغو الكبير

في 11 أغسطس 2015، تم فتح منصة المراقبة للجمهور في الطوابق 61 و 62، والذي يوفر إطلالات 360 درجة على مدينة سانتياغو.

## معرض الصور

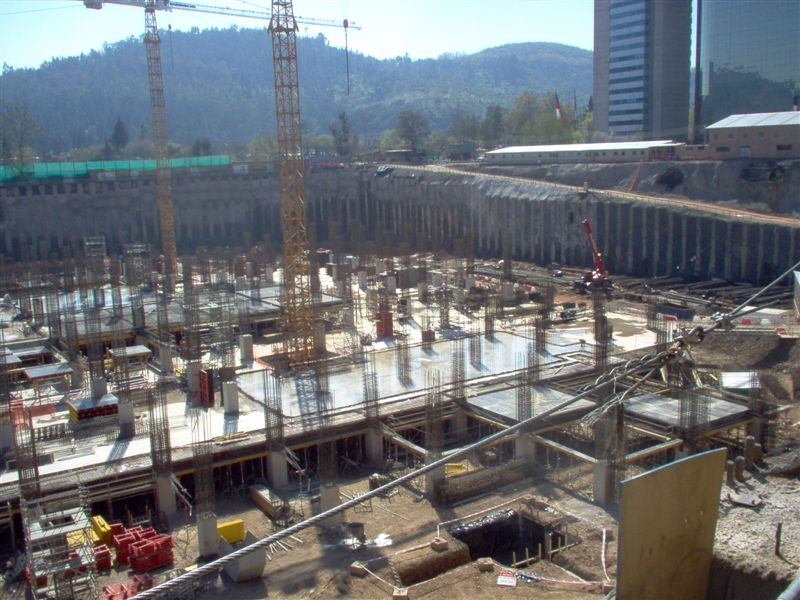
سبتمبر 2006
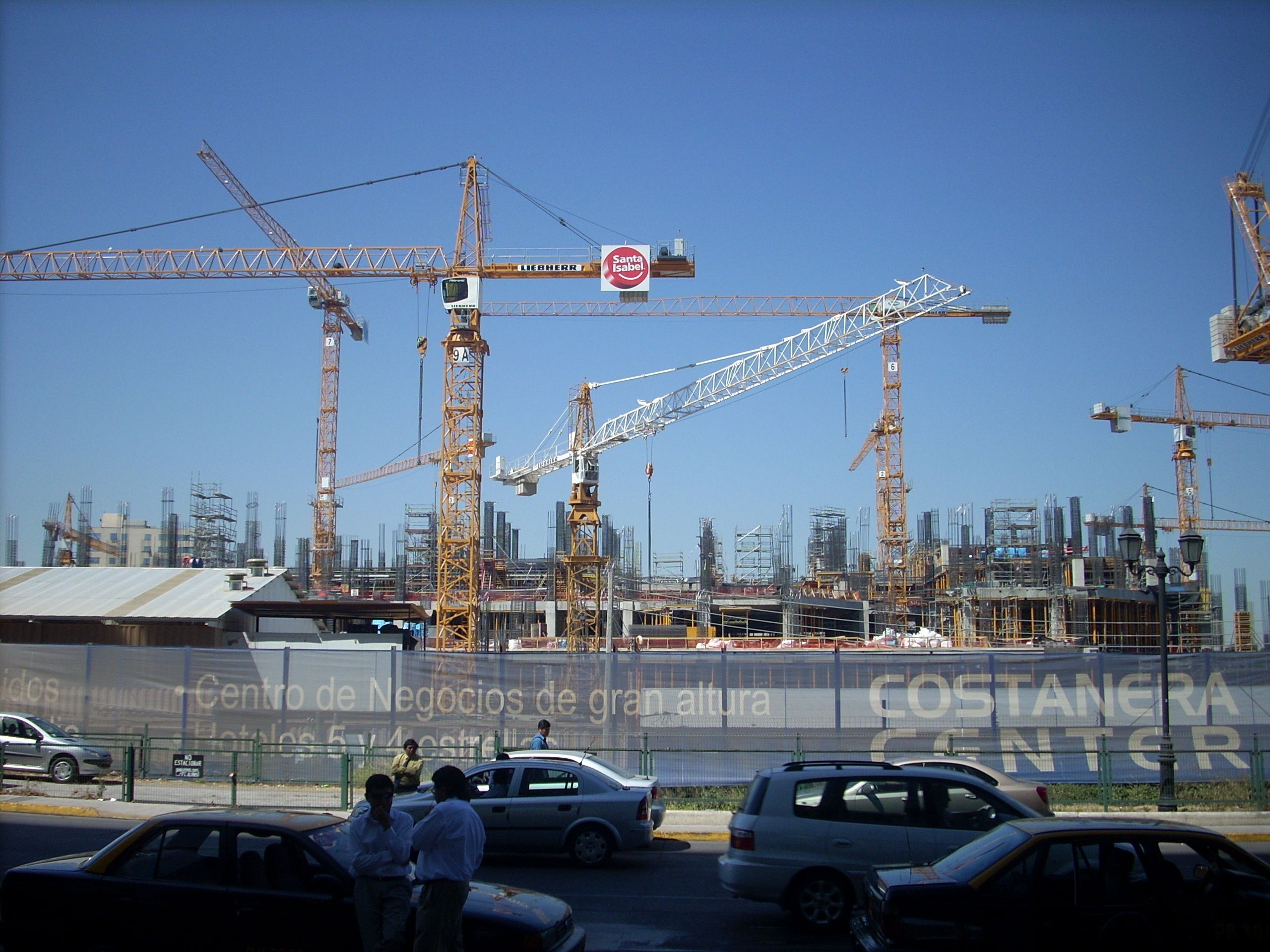
ديسمبر 2007
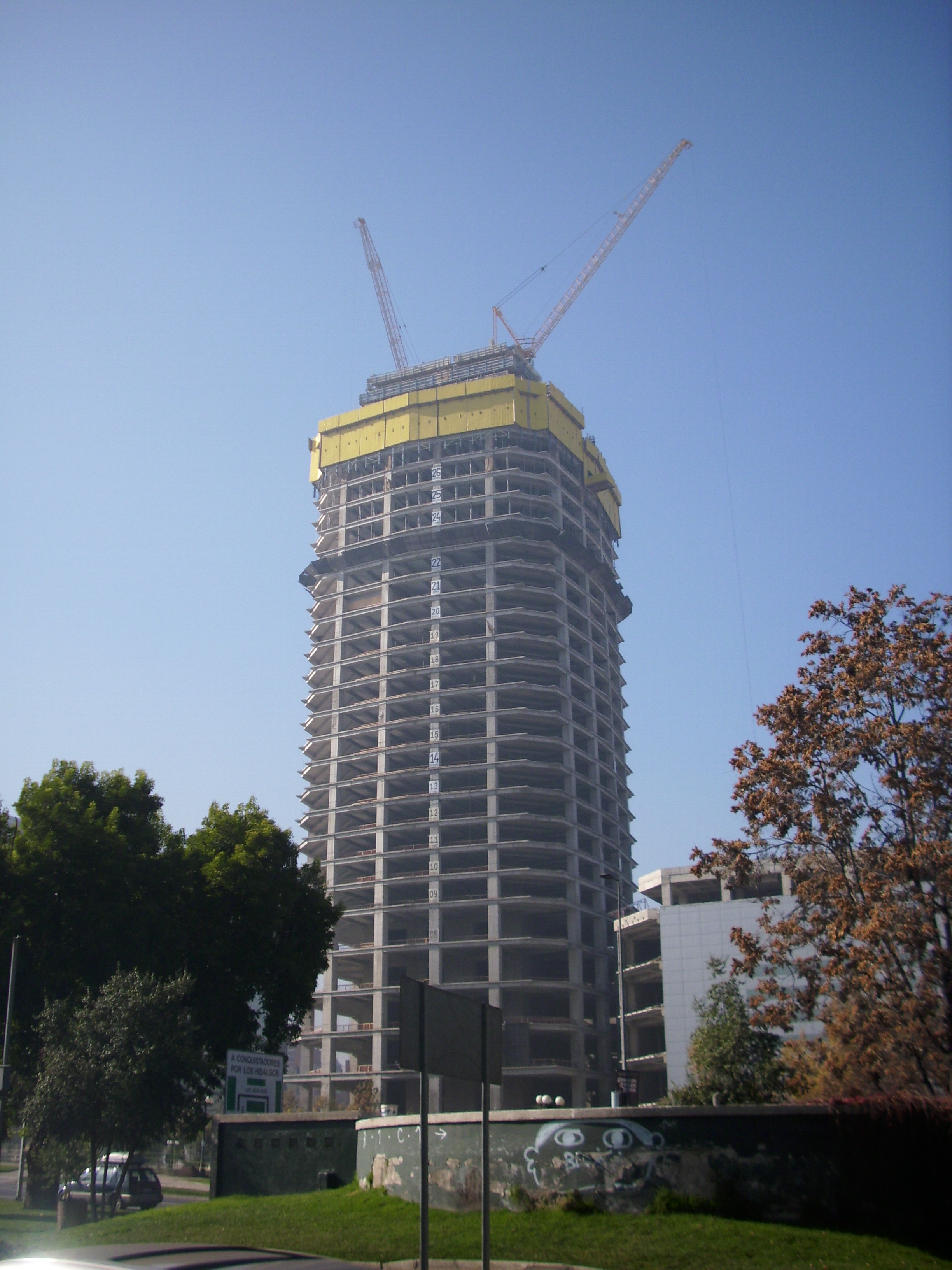
يونيو 2010
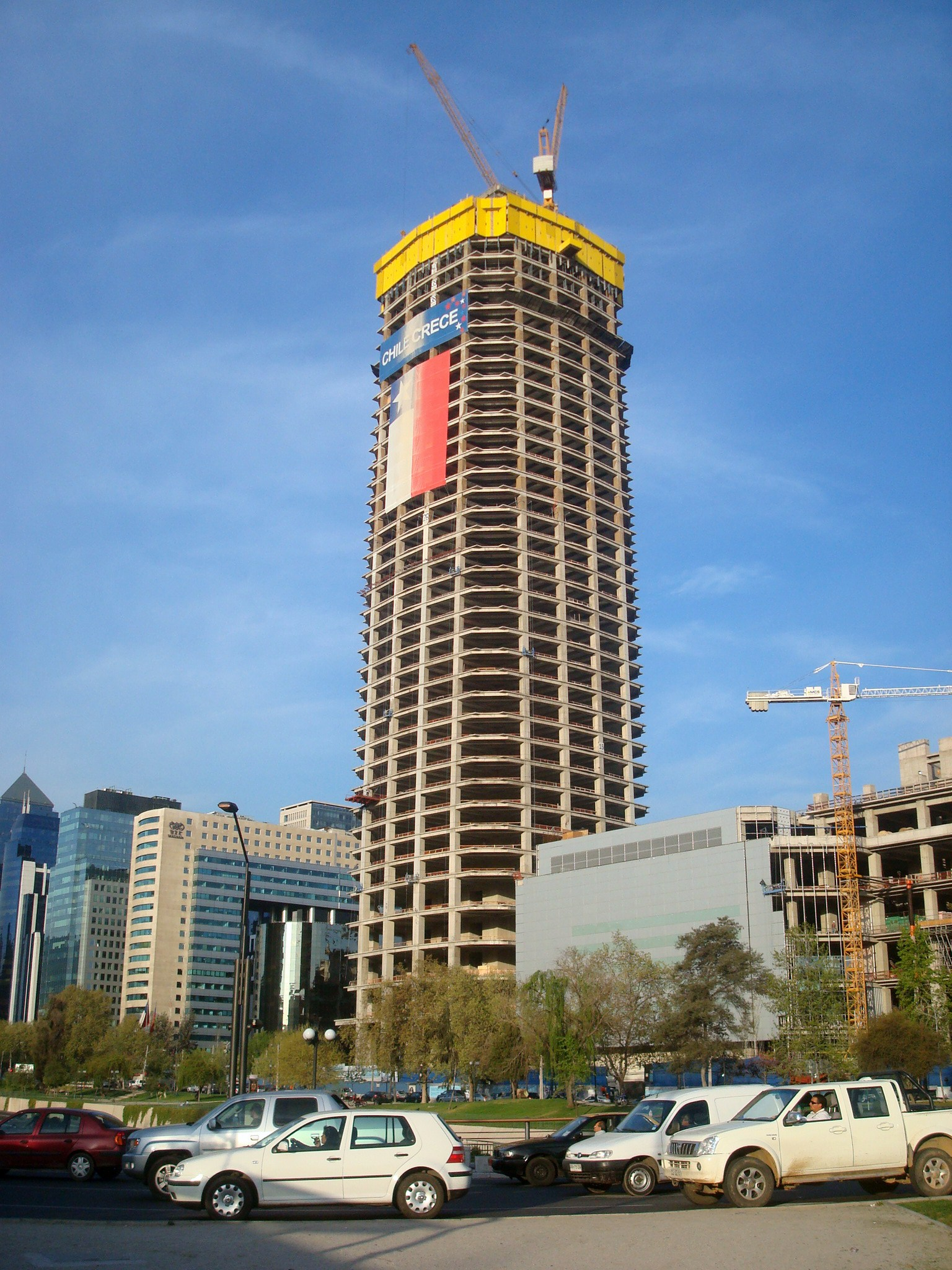
سبتمبر 2010
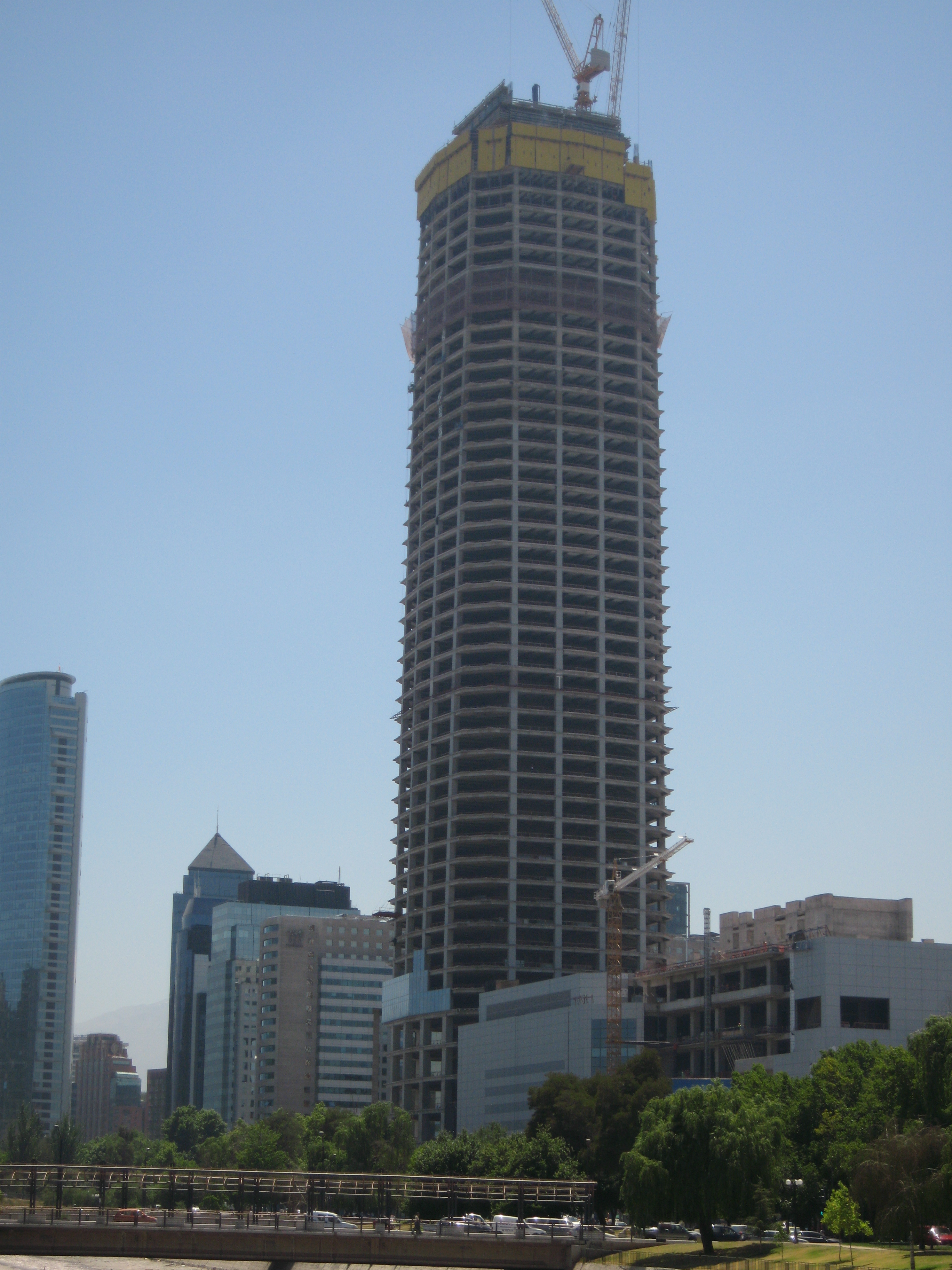
يناير 2011
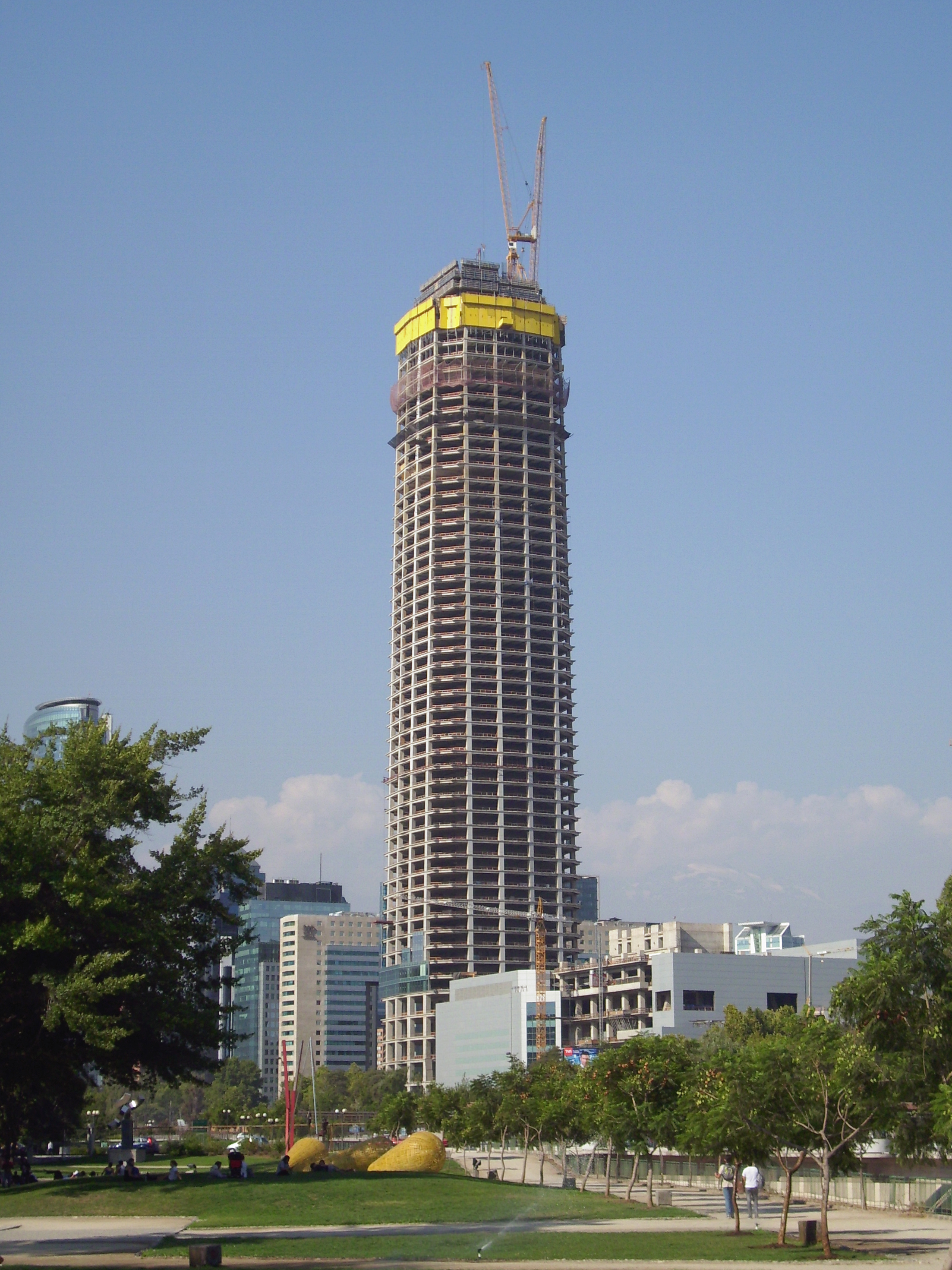
مارس 2011
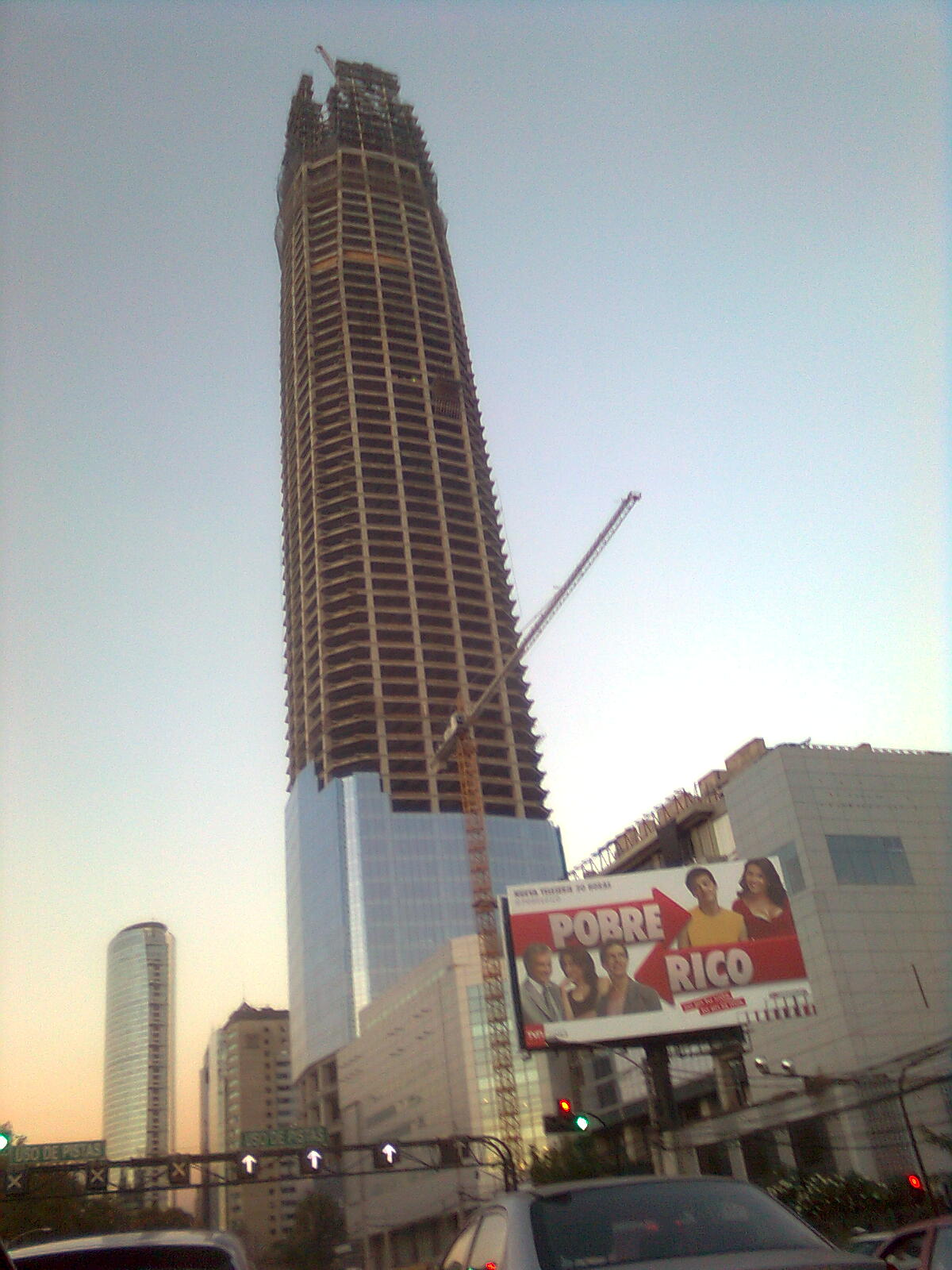
مارس 2012
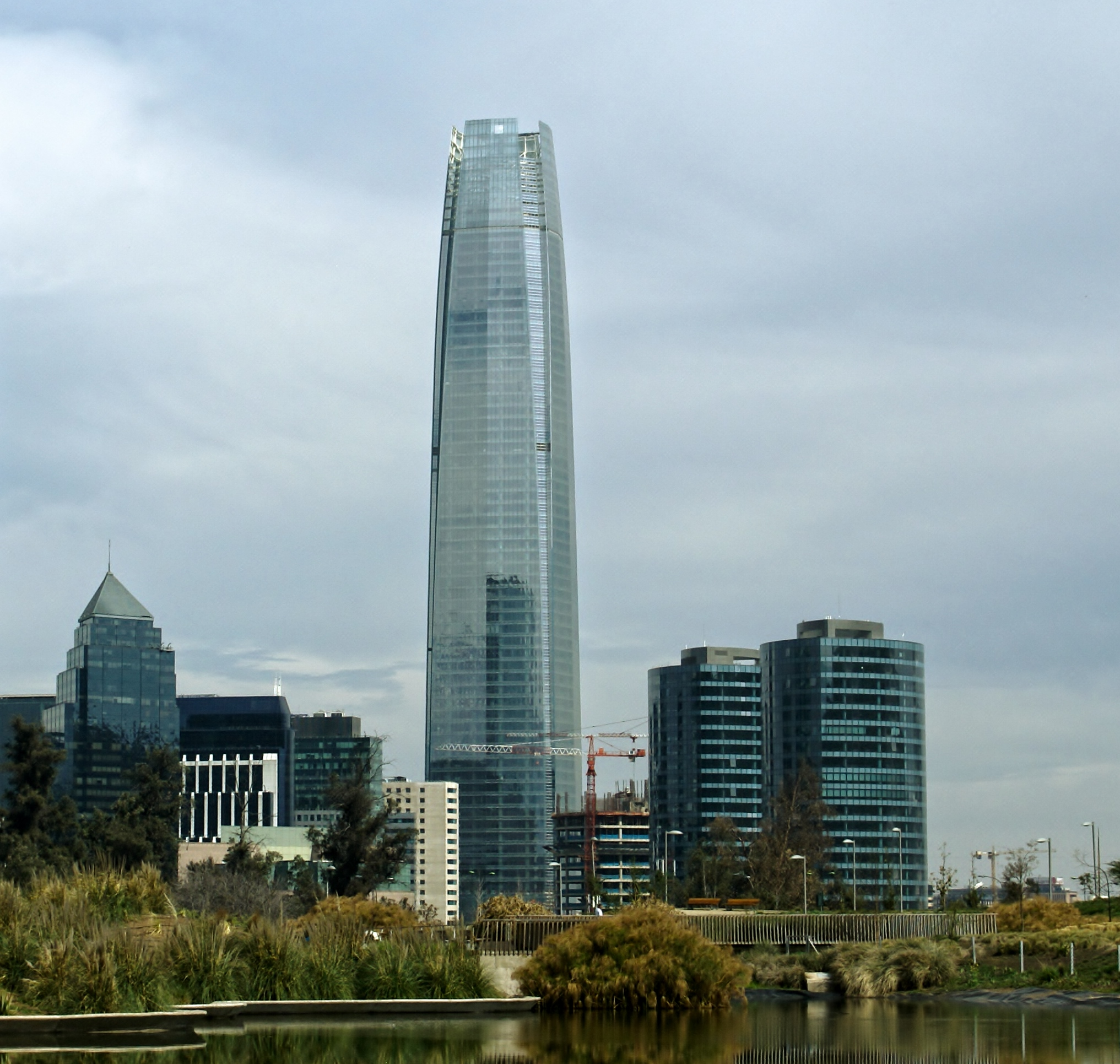
سبتمبر 2013
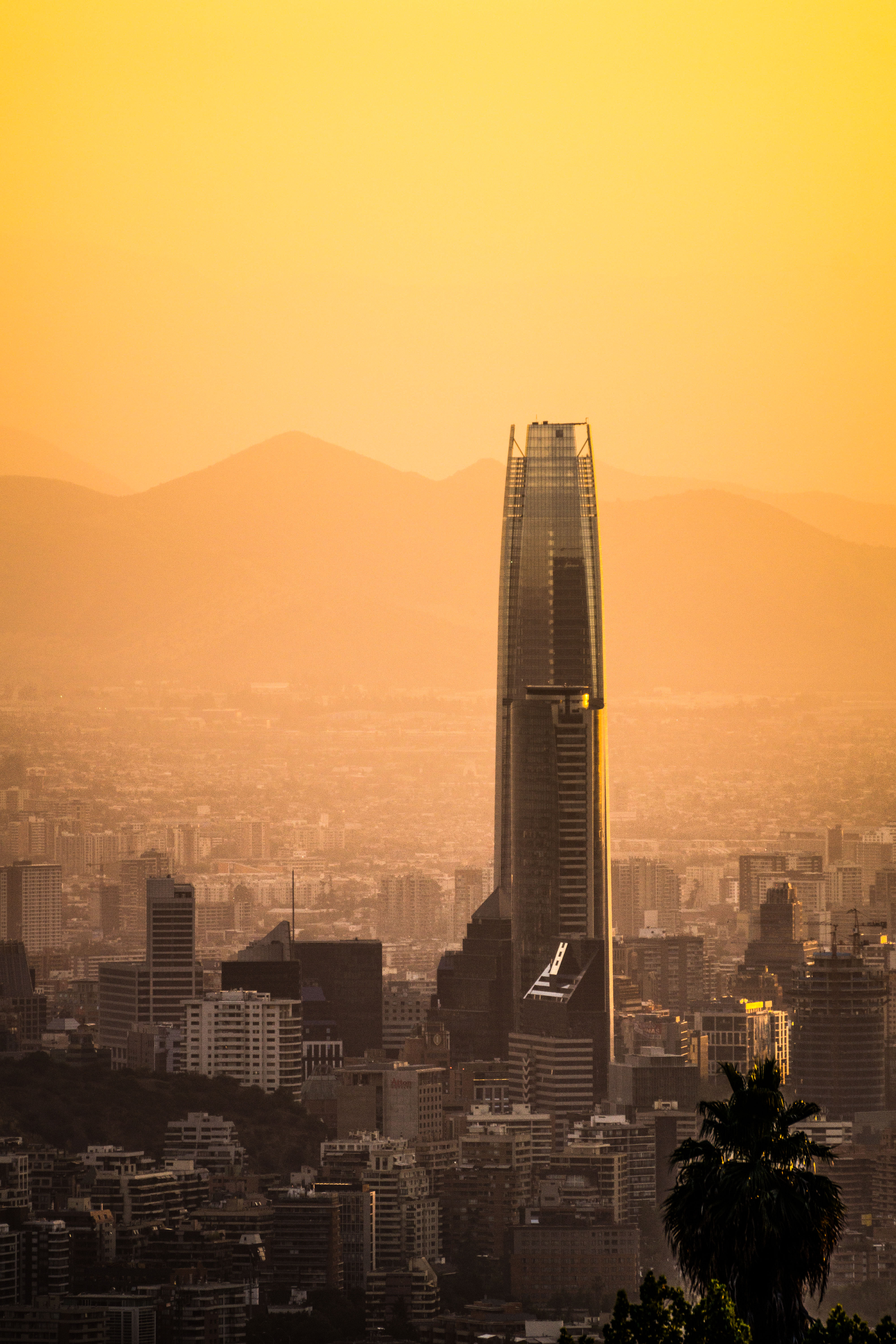
ديسمبر 2013
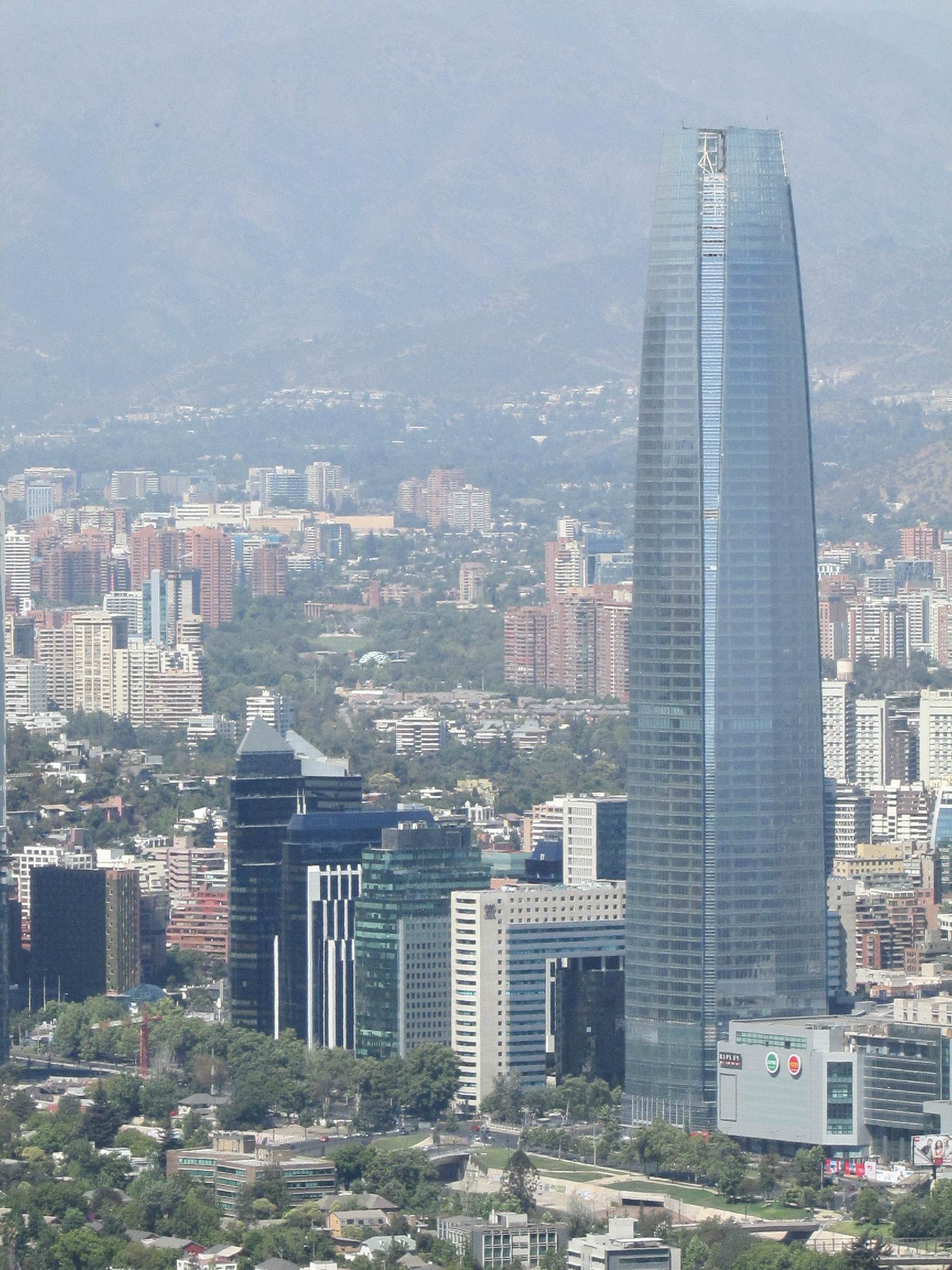
يناير 2014